# Faber
Faber je priimek več znanih oseb:
- Aleksandra Faber (1925—2023), slovensko-hrvaška arheologinja, konservatorka arhitekturne dediščine
- Frederick William Faber (1814—1863), angleški teolog in pesnik
- Georg Faber (1877—1966), nemški matematik, dopisnik Josipa Plemlja
- Heinrich Faber (~1490—1552), nemški skladatelj in glasbeni teoretik
- Johann Christiph Faber (~1660—1725), nemški skladatelj
- François Faber (1887—1915), luksemburški kolesar
- Marc Faber (*1946), švicarski ekonomist in poslovnež
- Peter Faber (*1943), nemško-nizozemski igralec